# Tonnendach

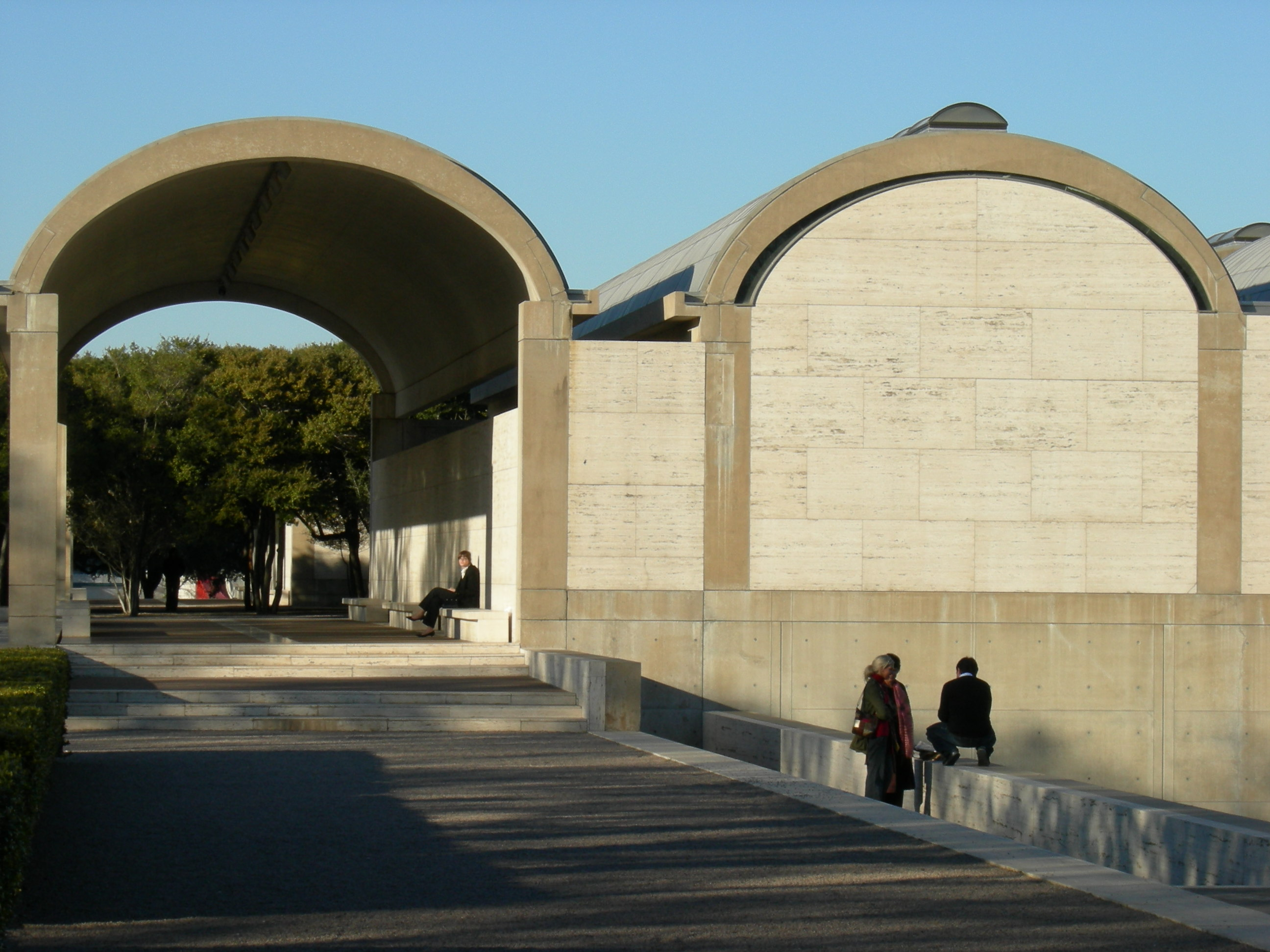
Tonnendächer beim Kimbell Art Museum, Fort Worth, Texas (1966–72) von Louis Kahn und August Komendant

Ein Tonnendach ist gewölbt wie eine halbe liegende Tonne. Es bildet also eine Dachform, deren Querschnitt ein Kreissegment darstellt. Bei rundbogigem Querschnitt ohne erkennbaren First spricht man wie beim Tonnengewölbe von Rundtonne, bei spitzbogigem Querschnitt von Spitztonne. 
Das Tonnendach gehört zu den ältesten Dachformen, auch wenn es selten vorkommt. Im Zuge der Industrialisierung wurden ab Anfang des 19. Jahrhunderts zunehmend größere Fabrikhallen, später auch Bahnhofs- und Markthallen mit Tonnendächern aus Gusseisen konstruiert.

## Bauform und Verbreitung
Die Tonnenform selbst bildet die Statik des Daches, die Zugkräfte werden normalerweise von den Raum quer überspannenden Ankerbalken gehalten. Diese Dachform ist in der Baukunst selten, gehört aber weltweit zu den ältesten Dachformen und wird gelegentlich für Dächer von Industriebauten und sonstige großflächige Überdachungen verwendet. Wird im Querschnitt ein kleineres Kreissegment als ein Halbkreis gebildet, so entsteht eine flachere Dachform, die sich dem Flachdach annähern kann und als Bogendach bezeichnet wird. Im weiteren Sinn steht „Bogendach“ für alle gekrümmten, auch für elliptische oder parabolische Dachformen. Die Verwendung von Stahlbeton und Spannbeton ermöglicht auch andere Dachformen, wie zum Beispiel die Zykloide, die beim Kimbell Art Museum in Fort Worth, Texas, verwendet wurde.
Häuser mit Tonnendächern sind bereits aus Jericho, einige Jahrtausende v. Chr. bekannt. Zu den frühesten erhaltenen Tonnendächern zählen indische Chaitya-Hallen ab dem 2. Jahrhundert v. Chr. Das sind buddhistische Höhlentempel, deren in Stein gehauene Rippenbögen die Vorbilder in hölzernen Freibauten erkennen lassen. In der etwas abgewandelten Form eines umgedrehten Schiffsrumpfes entstanden im 7. Jahrhundert steinerne Tempel als Rathas, die ebenso den aus dieser Zeit nicht mehr vorhandenen Profanbauten aus Holz entsprachen. Daraus entwickelte sich die bis heute übliche Tonnenform als Abschluss des südindischen Tempelturms Gopuram.
Auf mesopotamischer Tradition beruhende Gebäude mit Tonnendächern bauen die Madan in den Sumpfgebieten im Süden des Irak. Die Rippenbögen bestehen aus geflochtenen Bündeln von rund 6 Meter langem Schilfrohr, die Verkleidung besteht aus Schilfmatten. Es werden bei diesen Versammlungshäusern (mudhig, allgemein Dachhäuser aus Schilf: srefen) Breiten von knapp 4 Meter und Längen von bis zu 30 Metern erreicht. Um die Zugkräfte aufnehmen zu können, gräbt man die Rohre im Boden ein. 

Überdachter Marktbereich am westlichen Beginn der Geraden Straße innerhalb des Altstadtmauerrings von Damaskus

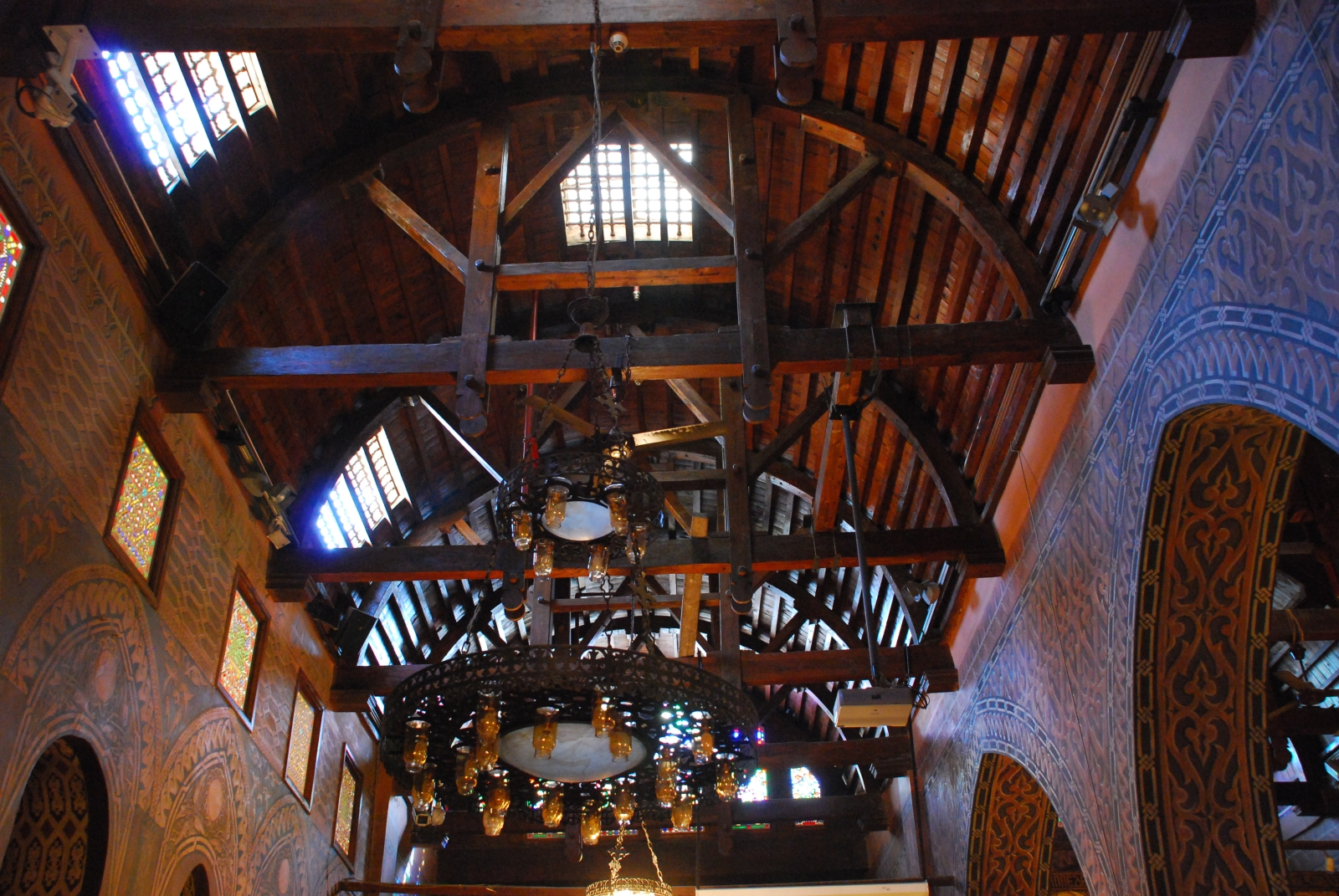
Die Hängende Kirche (arabisch al-Muallaqah) ist eine Marienkirche im koptischen Teil von Kairo. Das Tonnendach ist 23 Meter lang, die drei Schiffe sind jeweils 6 Meter breit.

Weit verbreitet sind tonnenüberwölbte Basarstraßen in orientalischen Ländern. Diese Überdachung kann, wie in Damaskus, aus Wellblech bestehen oder, wie in alten iranischen Basaren üblich, als Tonnendach aus Stampflehm. Die im 13. Jahrhundert gebaute Madrasa im Grabkomplex des al-Mansur Qalawun in Kairo besaß, Untersuchungen zufolge, einst ein Tonnendach aus einer Holzkonstruktion. Erhalten blieben in Kairo zwei koptische Kirchen mit dreischiffigen Tonnendächern, dazu zählt die Hängende Kirche, deren Form des Kirchenschiffs aus dem 10. Jahrhundert stammt.
Der französische Hofarchitekt Philibert Delorme (1510–1570) konstruierte Bohlendächer als Tonnendächer, einer Holzsparbauweise, die um 1800 der preußische Oberhofbaurat und Fachschriftsteller David Gilly (1748–1808) propagierte.
Eine möglicherweise vom mittelalterlichen Kirchenbau übernommene hölzerne Dachkonstruktion mit einem Bogenfachwerk ist in der englischsprachigen Literatur als Belfast truss bekannt, weil sie nach der Mitte des 19. Jahrhunderts für Fabrikhallen zuerst in Belfast angewandt wurde. In der Fachliteratur wird zuerst 1866 über diesen Konstruktionstyp berichtet. Der Begriff Belfast truss ging auf jedes entsprechend gebogene Holzfachwerk der im 19. Jahrhundert und bis in die 1930er Jahre für Fabrikgebäude konstruierten Dächer über. Im Verlauf des 19. Jahrhunderts wuchs Belfast stark durch seine Textilindustrie, für die Fabrikhallen und Arbeiterwohnungen gebaut wurden. Die Verwendung von Holz war durch den seit 1791 in Belfast betriebenen Bootsbau naheliegend, die leichte und preisgünstige Dachkonstruktion blieb dennoch auf Fabrikgebäude beschränkt.
Im 19. Jahrhundert wurde durch die Verwendung von Gusseisen und Stahlträgern der Bau großer tonnenüberwölbter Hallen möglich. So entstanden Bahnhöfe, Großmarkt- und Ausstellungshallen wie der Crystal Palace, London, für die erste Weltausstellung 1851, der aus Glas mit vorgefertigten Gittern aus Gusseisen bestand, die später demontierbar gewesen wären. Für die Weltausstellung 1893 in Chicago wurden Rippenbögen aus zwei Strängen konstruiert, die durch Dreigelenkstreben verbunden waren. Am Fußpunkt sicherten unter dem Fußboden verlegte Zugstangen den seitlichen Schub. Die monumentale Wirkung dieser Halle verwies auf das kommende Maschinenzeitalter und war statisch eine vergrößerte Umsetzung traditioneller arabischer Tonnenhäuser.
Zeitgenössische Architekturbeispiele, die Tonnendächer einbeziehen, sind die in den Jahren 1965–1969 in München an der Friedenheimer Brücke gebaute ehemalige Paketposthalle, die mit ihrer schwungvollen Bogenkonstruktion mit einer Spannweite von 146,8 m und einer Länge von 124 m damals die größte freitragende Betonfertigteilhalle der Welt war, sowie das Hauptgebäude der Leipziger Messe von 1996 und die nach den beiden Geräteturnern Alfred Flatow und Gustav Felix Flatow benannte Flatow-Sporthalle auf der Berlin-Kreuzberger Lohmühleninsel. Der indische Architekt Balkrishna Doshi verwendete mehrfach aus Stahlbeton geformte Tonnendächer. Guido Canellas Entwurf für das Parish Center in Modena von 2001 sieht in Gebäudemitte ein hohes Tonnendach vor.
Tonnendächer ergeben sich auch, wenn flexible Rippen gebogen und in Spannung gehalten werden, wie dies bei vorübergehend aufgestellten Foliengewächshäusern der Fall ist. Dachgauben können ebenfalls die Form eines Tonnendachs haben. Ohne Querverspannung können Zollingerdächer auskommen, deren biegesteife Lamellenkonstruktion in der Form einer Spitztonne ab den 1920er Jahren im deutschen Wohnungsbau eingesetzt wurde.

## Weitere Beispiele für Tonnendächer

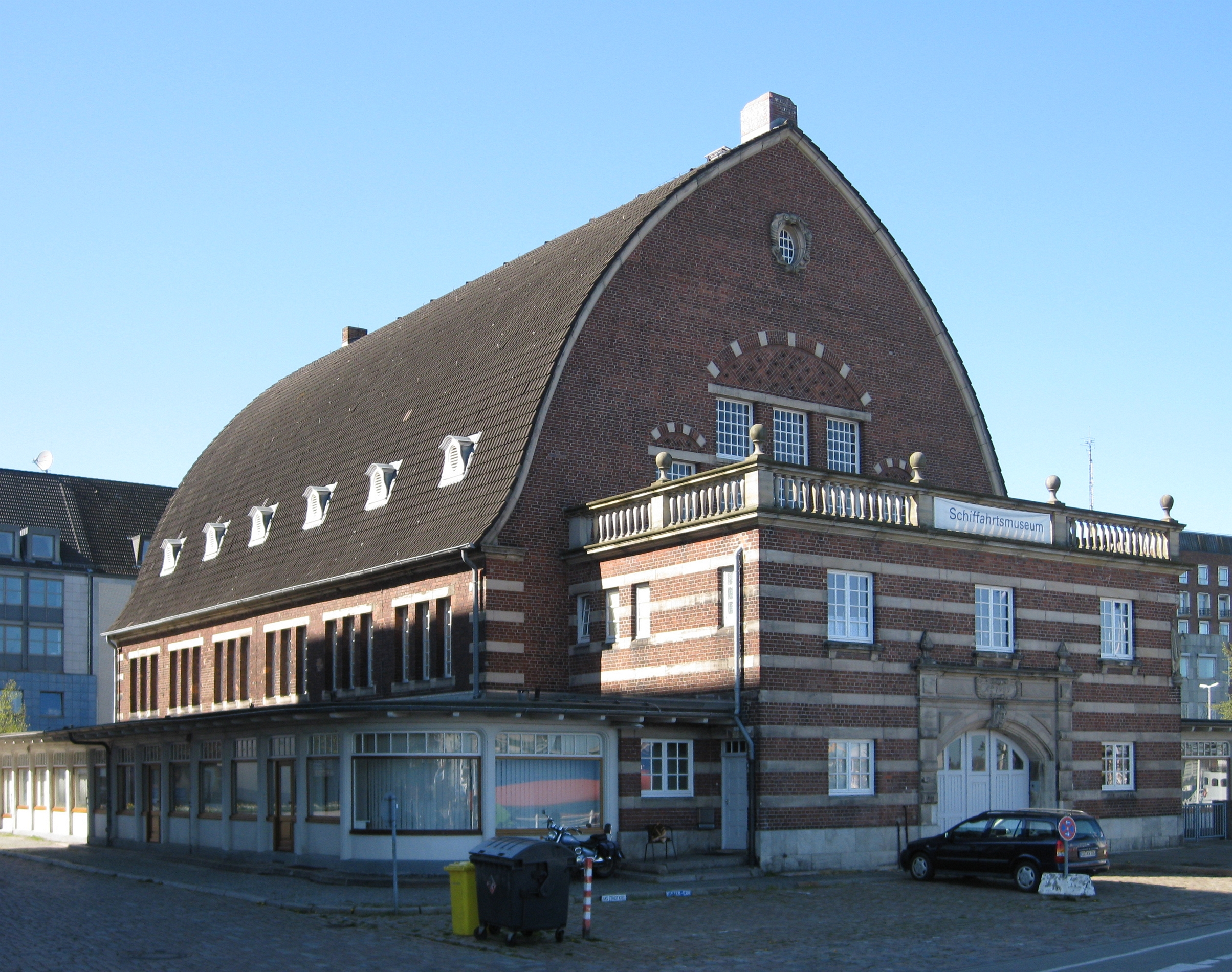
Schifffahrtsmuseum Kiel in Spitztonnenform

- Eintrag zu Weinkellerei (Trier, Gilbertstraße 34) in der Datenbank der Kulturgüter in der Region Trier., Halle von 1905 mit Tonnendach aus Stahlbeton.
- Kühn, Bauer, Partner Druckereigebäude der Westdeutschen Zeitung, Wuppertal, 1995–1997.
- Schiffahrtsmuseum. In: archINFORM. Das Schiffahrtsmuseum in Kiel hat ein Spitztonnendach.